# Georges J. F. Köhler
Georges Jean Franz Köhler (München, 1946. április 17. – Freiburg im Breisgau, 1995. március 1.) német immunológus. 1984-ben  César Milsteinnel és Niels Kaj Jernével közösen orvostudományi Nobel-díjban részesült a monoklonális antitestek felfedezéséért. 

## Pályája
Georges Köhler 1946. április 17-én született Münchenben. 1965-től a Freiburgi Egyetemen tanult biológiát és 1971-ben megkapta diplomáját. 1974-ben doktori fokozatot szerzett a Freiburgi Egyetemen, aminek alapját a bázeli Immunológiai Intézetben végzett kutatómunkája képezte. Posztdoktori kutatói szerződéssel Cambridge-ben dolgozott César Milstein laboratóriumában, ahol közösen kidolgozták a monoklonális antitestek előállításának technikáját hibridóma sejtekben. 1976-tól 1983-ig a bázeli Immunológiai Intézet munkatársa volt. 1984-ben visszatért Németországba, ahol a Freiburgi Egyetem professzorává és a Max Planck Immunbiológiai Intézet (Max-Planck-Institut für Immunbiologie) vezetőjévé nevezték ki.  

## A monoklonális antitestek
Korábban az antitestek vizsgálata nagy nehézségekkel járt, mert a fehérvérsejtek az adott antigénnel szemben sokféle ellenanyag keverékét termelik, bár egy fehérvérsejt csak egyfélét. A sejtek tenyésztése nem volt megoldott, mert néhány osztódás után elpusztultak. Miután Köhler Bázelben meghallgatta César Milstein előadását, az az ötlete támadt, hogy a fehérvérsejteket rákos mielómasejtekkel lehetne fuzionálni, és akkor a végtelenségig tudnának osztódni. Milstein beleegyezett az ötlet kipróbálásába, amit az ő cambridge-i laboratóriumában Köhler sikeresen végrehajtott. Ezzel lehetővé vált bármilyen antigén ellen tiszta, egyöntetű és nagy mennyiségű antitest előállítása, nagyon fontos eszközt (és egyben sok milliárd dolláros üzletet, melyet azonban nem szabadalmaztattak) juttatva ezzel az orvosi diagnosztika és a biológiai kutatások számára.
A tudományos közvélemény kezdetben Milsteinnek tulajdonította a felfedezést, mivel ő akkor már ismert, jelentős immunológus volt, az amúgy is szerény Köhler pedig éppen megszerezte doktorátusát. 1980-ban Milstein egyedül kapta meg a Columbia Egyetem 20 ezer dolláros Horwitz-díját, a következő évben pedig a 100 ezer dollárral járó Sloan-díjat is. Köhler fenntartotta hogy a kísérlet ötlete és végrehajtása tőle származik és 1984-ben már hárman, Köhler, Milstein és az elméleti hátteret adó Niels Kaj Jerne kapták az orvostudományi Nobel-díjat a monoklonális antitestek kifejlesztéséért.
Georges Köhler nős volt, három gyermek apja. 1995. március 1-én halt meg szívbetegsége következtében, mindössze 48 évesen.  